# Psyttalia
Psyttalia oder Psyttaleia (Aussprache [psiˈtalja], griechisch Ψυττάλεια (f. sg.)) ist eine unbewohnte kleine Insel im Saronischen Golf in Griechenland, auf der eine riesige Kläranlage für den Großraum Athen errichtet wurde.

## Geografie
Psyttalia ist eine 0,375 km² große Insel, die ursprünglich aus Kalkstein und Lehm besteht. Die Insel ist 2,2 km südlich der Küste von Keratsini, einem Vorort von Piräus, in der Mitte zwischen dem Hafen von Piräus und der Insel Salamis gelegen. Verwaltungsmäßig gehört die Insel zu Piräus.

## Benennung und Identifizierung
Die Insel hieß bis ins 20. Jahrhundert Lipsokoutala oder Lipsokoutali. Aus den antiken Beschreibungen der Schlacht von Salamis wurde geschlossen, dass es sich hierbei um die in der Antike Psyttalia genannte Insel handelt. Es gab zwar auch Forscher die die etwa 5 km nordwestlich gelegenen Insel Agios Georgios als Psyttalia identifizierten. Die Identifizierung von Psyttalia mit Lipsokoutali gilt heute jedoch als gesichert.
Bis etwa ins 12. Jahrhundert wurde die Insel Psyttalia genannt. Michael Choniates, der Metropolit von Athen war der letzte, der sie so nannte. Dieser Name soll sich von dem griechischen psytt-allos ableiten und wörtlich ‚vom Meer ausgespuckt‘ bedeuten. Unter fränkischer Herrschaft setzte sich die Bezeichnung Lipsokoutali (griechisch Λειψοκουτάλι) durch. Dieser Name soll Löffelchen bedeuten – was auf die Form der Insel anspielen soll; die Insel hat heute eine andere Form, da zum Bau der Kläranlage im Norden und im Südosten jeweils eine Bucht zugeschüttet wurde. Eine andere Deutung geht davon aus, dass die Insel von den Franken Le Psyttalia genannt wurde und sich daraus über die Zeit Lipsokoutali bildete. Im 20. Jahrhundert erhielt die Insel, wie so mancher anderer Ort, ihren antiken Namen wieder.

## Geschichte
Bei den Arbeiten auf der Insel, die Raum für die biologische Kläranlage schufen, wurden Meeresfossilien im Kalkstein gefunden.
Bekanntheit erlangte die Insel während der Schlacht von Salamis im Jahr 480 v. Chr. Die Persische Flotte hatte bei Psyttalia Stellung bezogen und hatte 400 Soldaten auf der Insel stationiert. Diese sollten verbündeten Schiffen, die hierher flohen, beistehen und die Besatzung feindlicher Schiffe, die anlandeten, niedermachen. Die persische Flotte wurde jedoch geschlagen und floh. Die Griechen umzingelten nun mit ihren Schiffen die Insel und versahen die Perser zunächst mit Stein- und Pfeilhagel. Inzwischen hatte Aristeides von Athen mit seinen Schiffen Athener Hopliten von Salamis an Bord genommen und setzte sie nun auf Psyttalia ab. Diese töteten die verbliebenen Perser bis auf einige Adelige, die sie gefangen nahmen. Darunter sollen sich auch drei Söhne der Sandauke, der Schwester des Xerxes I., befunden haben. Auf Weisung des Sehers Euphrantides wurden sie schließlich dem Dionysos Omestos geopfert.
Plutarch berichtet, dass man auf Psyttalia ein Siegeszeichen errichtete. Grundmauern, die zu dieser Beschreibung passen, fand man auf der nordwestlichen Halbinsel. Auf der Insel wurde auch Pan verehrt. Auf der Halbinsel fand man einige schwarz glasierte und römische Keramikscherben. Der Ort wurde also von klassischer bis zur römischen Zeit von Pilgern besucht. Zur Frühbyzantinischen Zeit (6.–7. Jahrhundert v. Chr.) wurde auf der Halbinsel eine Siedlung errichtet.
Im 19. Jahrhundert wurden mehrere Personen auf Psyttalia begraben. 1835 fand Louise von Armansperg († 11. September 1835), die Tochter des griechischen Regierungschef Joseph von Armansperg, im Norden bei dem Leuchtturm Nisos Psyttalias ihre letzte Ruhe. Auf der Halbinsel sind heute vier Grabmäler noch zu sehen. Das Grab des französischen Kapitäns Michel-Joseph-Guillaume de Rabaudy († 19. Juli 1837) wird von einem Obelisk gekrönt. Daneben befinden sich die Grabdenkmäler des Franzosen Theodore-Thomas Vrenière († 11. September 1845) und des Engländers Samuel Ragg († 22. Februar 1850). Bei einem Grab fehlt die Inschriftentafel. Auf der Insel wurde ein Gefängnis der griechischen Marine errichtet, dass bis Mitte des 20. Jahrhunderts bestand. 1986 führte der Archäologe Vasilios Petrakos systematische Grabungen durch.

## Kläranlage
Die Insel wurde ab 1990 völlig umgestaltet, um das Abwasser von Athen zu behandeln. Hierzu wurde zunächst eine kleine Bucht an der Nordseite der Insel mit zwei Millionen Kubikmeter Aushubmaterial aufgefüllt. Dann wurde auf der Insel die Kläranlage KELPS für das Abwasser des Großraums Athen errichtet.

### Kapazität
Die Kläranlage auf der Insel Psyttalia ist die zweitgrößte in Europa und gehört zu den größten der Welt. Hier werden kommunale und vorbehandelte Industrieabwässer aus dem Großraum Athen mit rund 5,6 Millionen Einwohnern gereinigt. Der überwiegende Teil des Abwassers fließt zu einer Pumpstation an der Küste, wo es von neun gigantischen Schneckenpumpen auf die Insel gepumpt wird.
Die Kapazität beträgt eine Million Kubikmeter Abwasser pro Tag, also etwa zwölf Kubikmeter in der Sekunde; 2006 wurden durchschnittlich 705.000 Kubikmeter Abwasser pro Tag behandelt. Die Anlage entspricht der EU-Richtlinie zur Abwasserbehandlung für das Jahr 2020.

### Baugeschichte
- Phase A: Bis 1994, als die erste Anlage auf Psyttalia beauftragt wurde, wurde der größte Teil des Athener häuslichen und Industrie-Abwassers ohne jede Behandlung abgeleitet, was zu gravierenden chemischen[14] und bakteriellen Belastungen[15] führte. Mit Fertigstellung der Phase A, der Primärstufe, im Jahr 1994 wurde die Schadstoffbelastung im Abwasser um 35 Prozent gesenkt. Seitdem besorgt die Anlage eine Erstbehandlung, die Filterung, Entsandung, Vorklärung, anaerobe Aufbereitung und mechanische Entwässerung des Klärschlamms umfasst. Das behandelte Abwasser wurde sodann über Pipelines in 2000 m Entfernung in einer Tiefe von 64 Metern entsorgt.
- Phase B: Um die strengeren Grenzwerte für Stickstoff einzuhalten, die die Richtlinie der Europäischen Union für kommunale Abwasserbehandlung vorsah, war eine wesentliche Verbesserung nötig. Vor der von der EU geförderten Aufrüstung, die 200 Millionen Euro kostete, war der Saronische Golf von der EU als kritisch eingeschätzt worden. Durch Umsetzung der Phase B, der sekundären biologischen Stufe, im Sommer 2004 konnten die Schadstoffbelastung um 93 Prozent und die Stickstoffmenge durch tertiäre Behandlung um 80 Prozent reduziert werden. Insgesamt wurden vier Millionen Kubikmeter Erdreich abgeräumt, um Platz für die biologische Kläranlage zu schaffen. Auch wurden große 9,4 m hohe Bioreaktoren bzw. Belebungsbecken gebaut. Die technische Aufrüstung umfasste eine biologische Behandlung, durch die organische umweltschädliche Kohlenstoff-, Stickstoff- und Phosphorverbindungen entfernt werden. Die Kläranlage hat damit die Wasserqualität und die Umweltbedingungen im Saronischen Golf ganz wesentlich verbessert.
- Klärschlammtrocknung: In der Kläranlage von Psyttalia fällt täglich eine Menge von rund 800 Tonnen Klärschlamm an. Dieser wurde zuletzt auf dem Anlagengelände zwischengelagert, während er früher zu der Deponie von Ano Liossia verbracht worden war. Die Zwischenlagerung von Klärschlamm barg erhebliche Risiken für die öffentliche Gesundheit und die Umwelt und verstieß gegen die einschlägigen EU-Vorschriften.[16] Seit kurzem gibt es eine neue thermische Klärschlamm-Trocknungsanlage, deren Errichtung aus EU-Mitteln gefördert wurde und die seit September 2007 betriebsbereit ist. Damit wurde die Vorschriftsmäßigkeit des Kläranlagenbetriebs wiederhergestellt.[17] Die Anlage besteht aus vier Trocknungslinien mit einer Gesamtleistung von 34,5 Tonnen Wasserverdampfung pro Stunde – das entspricht 300 Tonnen getrocknetem Schlamm pro Tag. Die Anlage arbeitet energieeffizient und verbraucht durchschnittlich 917 Kilowattstunden thermische Energie pro Tonne verdampften Wassers. Bis zu 80 Prozent des Energiebedarfs werden aus Kraft-Wärme-Kopplung zurückgewonnen. Nach der Geruchsbehandlung werden die Abgase durch regenerative Nachverbrennung minimiert und dann in die Atmosphäre abgegeben. Der restliche getrocknete Klärschlamm wird zum Festland verschifft und entsorgt.

Die Anlage soll bis 2026 weiter ausgebaut werden; danach soll die Saronische Bucht schrittweise wieder zu einer für Fischfang und Freizeitaktivitäten geeigneten Zone saniert werden.